# Ливађе (средњи век)
Ливађе (лат. Mercatum Liuada) је средњовековно рударско насеље, рудник и трг Копаоничке рудне области. Било је смештено на североисточним деловима планине,3 километра североисточно од данашњег Брзећа, код села које се и данас тако зове, у удолини која се спушта ка Брзећкој реци. Поред рудног богатства, Ливађе је имало и повољан положај, пошто се налазило на раскршћу путева који су ишли ка долинама Расине, Ибра и Топлице, а први пут се у изворима помиње у дубровачком документу од 24.08.1405. године.
Велику рударску активност на простору око Ливађа потврђују и налази старог рударства, згура, шљака и рударска окна. Јосиф Панчић их помиње око спајања Беле и Добродолске реке, као и уз Брзећку реку, док Каниц наводи да их има око Брзећа и Грашевца. Константин Јиричек је, крајем XIX века, сматрао да се у Ливађу на првом месту вадило сребро, али су новија истраживања оповргла ову претпоставку. Анализом неколико локалитета око Сребрначке и Брзећке реке, закључено је да је основни производ у Ливађу било гвожђе, па олово, док се сребро јављало као успутни производ.